# José Luís Sánchez Del Río
José Luís Sánchez del Río (28 de março de 1913 – 10 de fevereiro de 1928) conhecido também como "Joselito", foi um jovem de 14 anos de idade, executado por militares mexicanos após lutar na revolta religiosa cristera, contra as leis anticlericais do governo do presidente do México na época, Plutarco Elías Calles, que obrigaram a Igreja Católica a suspender o culto público no país.

## Vida
José Sánchez del Río nasceu em 28 de março de 1913, em Sahuayo, Michoacán, México. Estudou em seu povoado natal e integrou-se ao grupo local da Associação Católica da Juventude Mexicana e posteriormente na cidade de Guadalajara, Jalisco. 
José Sánchez del Río se alistou nas filas dos cristeros, morrendo mártir na perseguição religiosa que o México sofreu na segunda década do século XX.
Em 1926, quando foi decretada a suspensão do culto público em seu país pelo governo de Plutarco Elías Calles, José tinha apenas 13 anos e 5 meses.
Naquele tempo, como resposta à legislação anticlerical que estava orientada a restringir a liberdade religiosa, leigos, presbíteros e religiosos católicos decidiram se levantar com armas em defesa da fé e lhes foi dado o nome de Cristeros.
"Joselito", como é conhecido o pequeno, pediu permissão a seus pais para se alistar como soldado do general Prudencio Mendoza e defender a causa de Cristo e de sua Igreja.
Sua mãe tentou dissuadi-lo, mas ele lhe disse: "Mamãe, nunca foi tão fácil ganhar o céu como agora e não quero perder a oportunidade".
José Sánchez del Río foi torturado e assassinado no dia 10 de fevereiro de 1928, aos 14 anos, por oficiais do governo de Calles, porque se negou a renunciar sua fé.
Cortaram-lhe a sola dos pés e foi conduzido descalço até o seu túmulo. Enquanto caminhava, José rezava e gritava "Viva Cristo Rei e a Virgem de Guadalupe!".

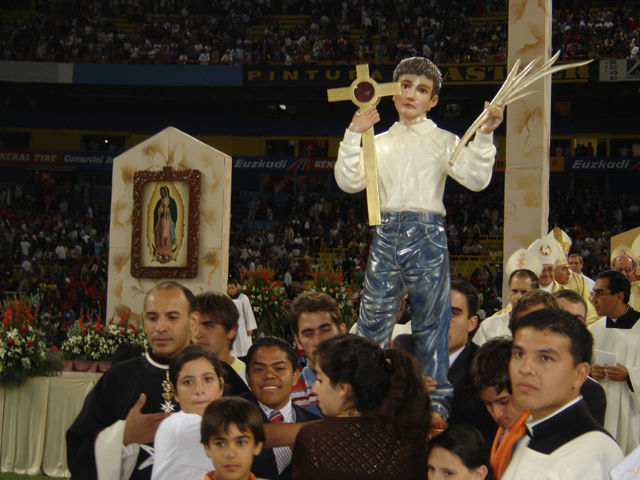
Imagem de São José Sanchez conduzida durante uma procissão

Diante de seu túmulo, foi pendurado em uma árvore e esfaqueado. Um dos carrascos o desceu e perguntou que mensagem deixava aos seus pais. O menino respondeu: "Que viva Cristo Rei e que nos veremos no céu". Diante dessa resposta, o homem lhe deu um tiro na cabeça e o matou.
José Sánchez del Río foi beatificado em Guadalajara — México, em 20 de novembro de 2005, pelo Cardeal José Saraiva Martins, e canonizado em Roma — Itália pelo Papa Francisco, em 16 de outubro de 2016.

## Processo
O processo e a execução de José foi presenciado por dois de seus amigos de infância. Um deles, o padre que "presenciou aqueles atos admiráveis e gravou em seu coração para sempre o exemplo de fidelidade a Cristo Rei que recebeu de seu amigo mártir José". Em várias ocasiões, o padre narrou o martírio de José, sobretudo quando falava aos jovens para mostrar-lhes "um exemplo claro de como tem que ser todo o cristão autêntico."

## Canonização
Em 22 de janeiro de 2016, segundo informação da Santa Sé, o Papa Francisco aprovou uma declaração de um segundo milagre
(A cura milagrosa de uma bebê, no México) atribuído à intercessão do adolescente, que ostentava até então o título de beato, o último passo antes do reconhecimento como santo da Igreja Católica.
A aprovação teve lugar na véspera durante uma audiência do Papa com o Cardeal Angelo Amato, prefeito da Congregação para as Causas dos Santos da Santa Sé. A cerimônia de canonização foi realizada no dia 16 de outubro de 2016.